# Золототысячник красивый
Золототы́сячник краси́вый (лат. Centáurium pulchéllum) — вид цветковых растений рода Золототысячник (Centaurium) семейства Горечавковые (Gentianaceae).

## Ботаническое описание

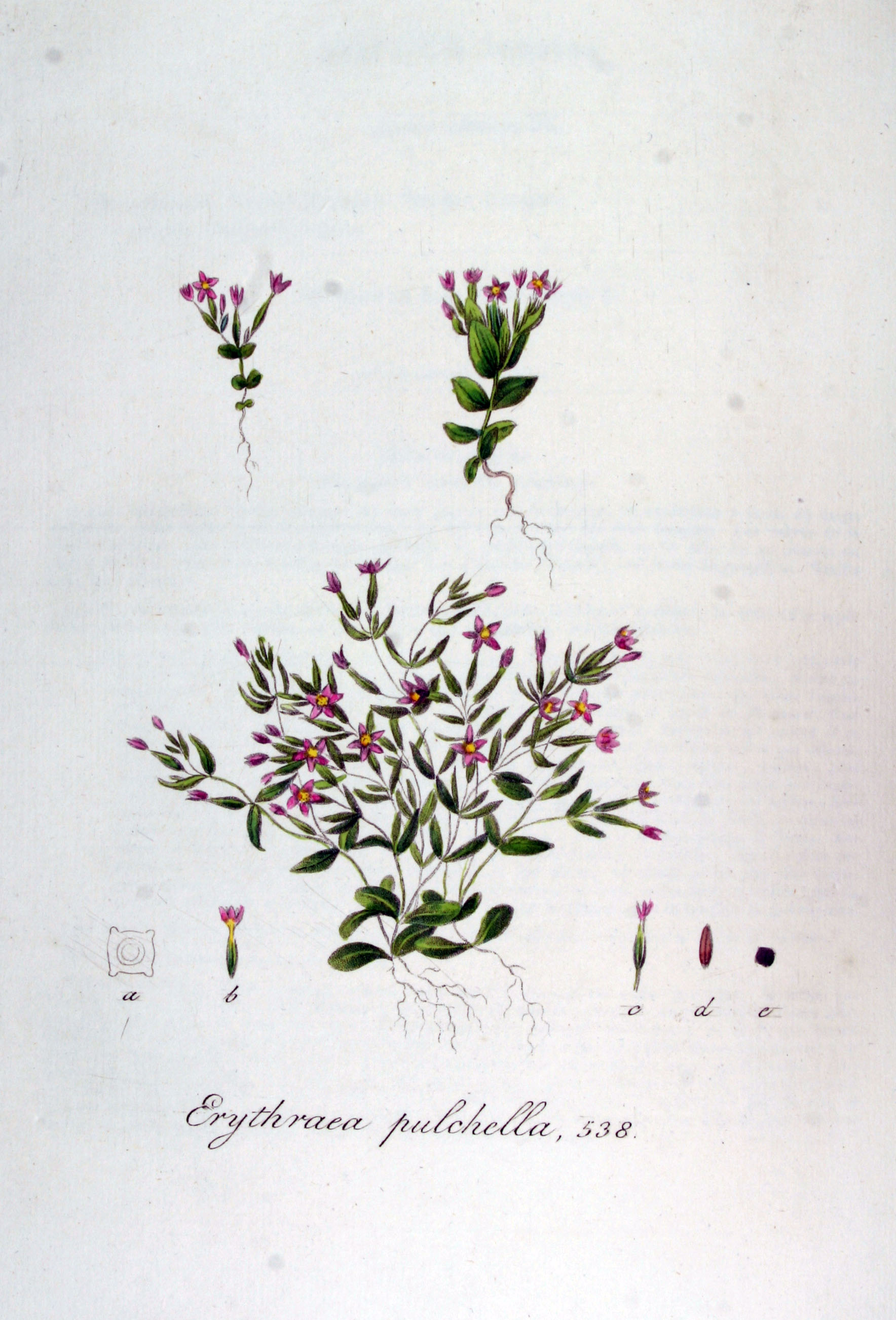

Однолетнее травянистое растение 2—15 см высотой. В отличие от других видов рода Золототысячник, встречающихся в Центральной Европе, прикорневые листья не формируют розетки. Стеблевые листья расположены супротивно.
Цветки розовые, пятичленные, до 8 мм длиной, раскрываются только в солнечную погоду. Чашечка трубчатая. Основной период цветения с июля по сентябрь.
Плод — продолговатая коробочка 9—10 мм длиной. Семена очень мелкие, тёмно-коричневые.

## Распространение и местообитание
Золототысячник красивый встречается по всей Европе, за исключением севера Скандинавии, но не образует постоянных местонахождений.
Произрастает в солнечных местах, на крупнопесчаниковых, песчаных, известняковых почвах на высоте около 800 м над уровнем моря.
В России растёт в Европейской части (за исключением Карело-Мурманского, Двинско-Печорского, Ладожско-Ильменского, Верхне-Волжского и Волжско-Камского районов), а также на Кавказе и в Западной Сибири (Алтай).

## Охрана
Вид занесён в Красную книгу Латвийской Республики, Восточной Фенноскандии, Харьковской области Украины, а также следующих субъектов РФ: Республика Адыгея, Республика Калмыкия, Калужская область, Курская область, Ленинградская область, Липецкая область, Новгородская область, Омская область, Саратовская область, Республика Татарстан, Челябинская область.

## Хозяйственное значение и применение
Золототысячник красивый содержит сапонины и алкалоиды и применяется в медицине. Лекарственным сырьём служат наземные части растения (листья, стебли, цветки).

## Синонимика
- Centaurium anatolicum (K.Koch) Tzvelev
- Centaurium caspicum (Fisch.) Tzvelev
- Centaurium pulchellum (Sw.) E.H.L.Krause

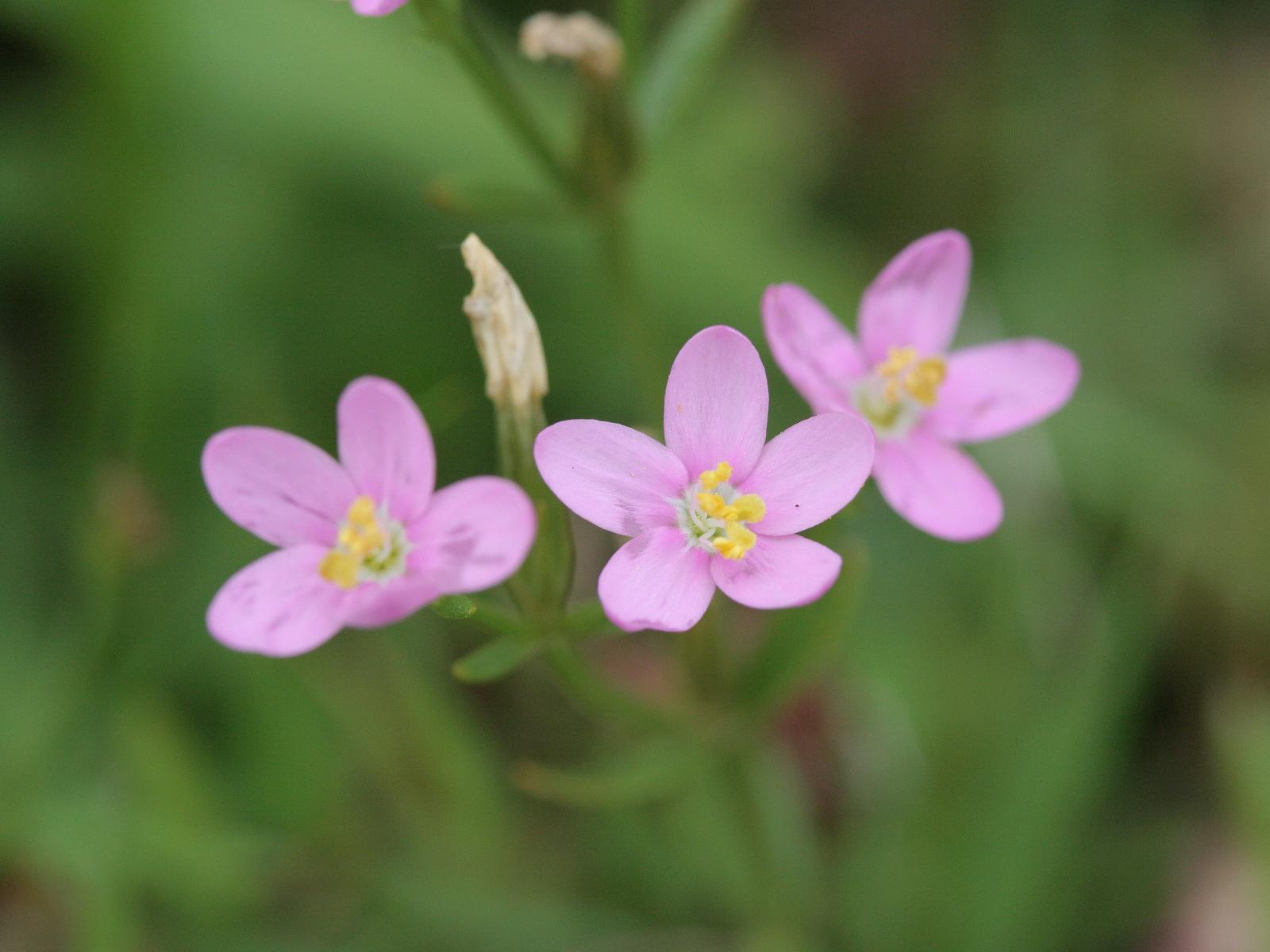
Цветки крупным планом

- Centaurium pulchellum var. caspica (Griseb.) R.R.Stewart
- Centaurium pulchellum var. hermannii (Sennen) O.Bolòs & Vigo
- Centaurium pulchellum var. morierei (Corb.) Melderis
- Centaurium pulchellum var. muelleri (Wittr.) Hochr.
- Centaurium ramosissimum (Vill.) Druce
- Chironia erythraea Schousb.
- Chironia gerardii F.W.Schmidt
- Chironia inaperta Willd.
- Chironia intermedia Mérat
- Chironia maritima Georgi
- Chironia minor Desf.
- Chironia nana Bastard ex Griseb.
- Chironia pulchella Willd.
- Chironia ramosissima Bernh.
- Chironia ramosissima Ehrh. ex Griseb.
- Chironia vaillantii F.W.Schmidt
- Cicendia pulchella Griseb.
- Erythraea altaica Griseb.
- Erythraea anatolica K.Koch
- Erythraea arenaria C.Presl
- Erythraea caspica Fisch. ex Griseb.
- Erythraea emarginata Waldst. & Kit.
- Erythraea gerardii Baumg.
- Erythraea inaperta Schltdl.
- Erythraea meyeri Bunge
- Erythraea morieri Corb.
- Erythraea nana Hegetschw.
- Erythraea pulchella Fr.
- Erythraea pulchella (Sw.) Hornem., nom. illeg.
- Erythraea pulchella var. muelleri Wittr.
- Erythraea pumila F.Dietr.
- Erythraea pumila (Jacq.) Grande
- Erythraea pyrenaica Rich.
- Erythraea ramosissima (Vill.) Pers.
- Erythraea sparsiflora Schur
- Erythraea variabilis Schur
- Gentiana pulchella Sw.
- Gentiana ramosissima Vill.
- Gonipia pulchella Raf.
- Hippion pulchellum F.W.Schmidt
- Hippocentaurea emarginata Schult.
- Hippocentaurea inaperta Schult.
- Hippocentaurea pulchella Schult.
- Microcala pulchella G.Don
- Sabatia pulchella Spreng.
- Xolemia palustris Raf.[5]